# Aegopodium decumbens
Aegopodium decumbens är en växtart i kirskålssläktet (Aegopodium) och familjen flockblommiga växter. Arten beskrevs först av Carl Peter Thunberg som Sium decumbens och fick sitt nuvarande namn av Michail Pimenov och Jelena Zacharova 2012.
Arten är en flerårig ört som är endemisk för Japan.